# RMS Maloja
Le RMS Maloja est un paquebot britannique armé par la Peninsular and Oriental Steam Navigation Company (P&O). Ce Royal Mail Ship (RMS) construit à partir de 1918 à Belfast par les chantiers Harland and Wolff a été mis en service en 1923 pour le transport de voyageurs et du courrier entre le Royaume-Uni et l'Australie. Pendant la Seconde Guerre mondiale, le navire a servi de transport de troupes. Puis il a repris son service de transport de passagers jusqu'à ce qu'il soit mis hors service en 1954 et démoli en Écosse.